# Камерон, Род
Род Камерон (англ. Rod Cameron), имя при рождении Нэйтан Родерик Кокс (англ. Nathan Roderick Cox; 7 декабря 1910 — 21 декабря 1983) — канадский актёр кино и телевидения США, который снимался в период 1930—1970-х годов.
За время своей карьеры Камерон сыграл почти в 100 фильмах, начав сниматься в ролях второго плана в фильмах категории А, таких как «Рождество в июле» (1940), «Лесные рейнджеры» (1942), «Остров Уэйк» (1942), «Коммандос атакуют на рассвете» (1942), «Не время для любви» (1943) и «Мисс Паркингтон» (1944). Переломными в карьере Камерона стали шпионские киносериалы «Джимены против Чёрного дракона» (1943) и «Секретная служба в Африке» (1943), где он сыграл американского правительственного агента. После успеха этих фильмов Камерон стал играть в основном главные роли в фильмах категории В, большинство из которых были вестернами. Среди лучших его фильмов этого периода — «Бег по кругу» (1946), «Саломея» (1946), «Панхандл» (1948) и «Короткая трава» (1950). Он также сыграл главные роли в фильмах нуар «Двойная опасность» (1955) и «Человек, который умер дважды» (1958).
В дальнейшем Камерон много работал на телевидении, сыграв главные роли в трёх телесериалах — «Городской детектив» (1953—1955), «Полицейский штата» (1956—1959) и «Коронадо 9» (1960—1961).

## Ранние годы и начало карьеры
Род Камерон, имя при рождении Нэйтан Родерик Кокс, родился 7 декабря 1910 года в Калгари, Альберта, Канада. Он вырос в провинции Альберта. В старших классах он играл в баскетбольной команде и в полупрофессиональной команде по футболу, а также занимался плаванием и хоккеем. Несмотря на это, его не приняли на службу в Королевскую канадскую конную полицию, так как он провалил экзамен по физической подготовке.
Переехав в Нью-Йорк, Камерон устроился на работу на строительство Тоннеля Холланда, который соединяет Нью-Йорк и Нью-Джерси. Заработав на билет до Калифорнии, Камерон с намерением стать киноактёром приехал в Голливуд. Поначалу ему не удавалось получить кинороли, и он зарабатывал на жизнь как строитель, а позднее как инженер.
В конечно счёте Камерону удалось устроится на студию Paramount Pictures, где он начал карьеру каскадёра и дублёра таких актёров, как Фред Макмюррей и Бак Джонс. В качестве подработки Камерон играл главные мужские роли на экранных пробах молодых перспективных актрис.
В конце концов друг помог Камерону получить эпизодическую роль в мелодраме с Бетт Дейвис «Старая дева» (1939), однако эпизод с его участием был удалён из окончательного варианта картины.

## Карьера в кинематографе
В 1940 году Камерон сыграл эпизодические и малозначимые роли в девяти фильмах, среди которых были такие классические фильмы, как романтическая комедия с Диком Пауэллом «Рождество в июле» (1940) и вестерн с Гэри Купером «Северо-западная конная полиция» (1940).
По словам киноведа Хэла Эриксона, год спустя Камерон уже был востребованным контрактным актёром студии Paramount, и год от года его роли становились всё больше. В 1941 году Камерон появился в 11 фильмах, в основном, в эпизодических и небольших ролях. Иногда ему доставались заметные роли второго плана в таких менее значимых фильмах, как криминальный хоррор с Эллен Дрю «Чудовище и девушка» (1941). Среди восьми картин 1942 года У Камерона было несколько заметных ролей второго капитана в частности, он сыграл капитана морской пехоты в военной драме с Брайаном Донлеви «Остров Уэйк» (1942) и пастора — в военной драме с Полом Муни в главной роли «Коммандос атакуют на рассвете» (1942). Он также сыграл заметную роль второго плана в мелодраме «Лесные рейнджеры» (1942) с Фредом Макмюрреем и Полетт Годдар, а также предстал в образе Джесси Джеймса в фантастической комедии с Донлеви «Замечательный Эндрю» (1942).
В 1942 году Камерон завершил контракт с Paramount, начав новый этап в своей карьере. Как отмечает историк кино Гэри Брамбург, переломным для Камерона стал 1943 год, когда он наконец «порвал с низшей лигой и прорвался в ряды мейджоров». По словам историка кино Терри Роуэна, звёздный статус Камерон обрёл благодаря двум экшн-киносериалам студии Republic Pictures. В роли федерального агента Рекса Беннетта он сражался с японской секретной организацией «Чёрный дракон» в 15 эпизодах четырёхчасового еженедельного шпионского киносериала «Джимены против Чёрного дракона» (1943). На успехе первого сериала Камерон вновь сыграл агента Рекса Беннетта, который на этот раз сражался с нацистской шпионской сетью в четырёхчасовом сериале «Секретная служба в Африке» .
В 1944 году с Камероном подписала контракт студия Universal Pictures, где он «сыграл в целом потоке низкобюджетных вестернов вместе с Фаззи Найтом (англ. Fuzzy Knight) в роли своего комичного напарника». Так, в 1944 году Камерон сыграл главные роли в вестернах «Налётчики из Санта-Фе» (1944), «Старый техасский путь» (1944), «Босс Бумтауна» (1944) и «Путь курка» (1944). Оставшуюся часть 1940-х годов он в основном продолжал играть главные роли в вестернах и экшнах на студиях Republic и Universal, в частности, паре с Ивонн де Карло сыграл в приключенческой музыкальной мелодраме «Саломея, которую она танцевала» (1945) и в вестерне «Приграничная девушка» (1945), а также продолжил сотрудничество с Фаззи Найтом, сыграв в вестернах «Ренегаты Рио-Гранде» (1945), и «За Пекосом» (1945). Изредка Камерон выходил за рамки экшна, некоторыми из таких случаев были роль дирижёра симфонического оркестра в музыкальной комедии «Свингуй, сестрёнка» (1945) и роль частного детектива в криминальной комедии «Бег по кругу» (1946), в которой его партнёрами были Бродерик Кроуфорд и Элла Рейнс, а также роль в приключенческой мелодраме с Марией Монтес «Пираты Монтерея» (1947).
В 1947 году после реорганизации студии Universal и сокращения объёма выпускаемой ей продукции Камерон, как и многие другие контрактные актёры студии, потерял работу. Его взяла студия Monogram Pictures для исполнения главных ролей в серии вестернов, среди них «Панхандл» (1948), где его партнёршей была Кэти Даунс, «Грабители» (1948) с Лорной Грэй, «Речная леди» (1948) с участием Де Карло и Дэна Дьюриа, «Дочь Белль Старр» (1948) с Джорджем Монтгомери и Рут Роман, «Бегство» (1949) с Гейл Сторм, «Бримстоун» (1949) с Лорной Грэй, «Этап в Тусон» (1950) с Уэйном Моррисом, «Дакота Лил» (1950) с Джорджем Монтгомери и Мэри Виндзор, «Короткая трава» (1950) с Кэти Даунс, «О, Сусанна!» (1951) с Лорной Грэй и «Разведчик кавалерии» (1951) с Одри Лонг.
На протяжении 1950-х годов Камерон продолжал играть главные роли в таких вестернах категории В, как «Выбить из седла» (1952) с Брайаном Донлеви и Эллой Рейнс, «Вагоны на Запад» (1952) с Пегги Кастл, «Форт Осейдж» (1952) с Моррисом Анкрумом, «Женщина с Севера» (1952) с Рут Хасси, «Сан-Антуан» (1953) с Форрестом Такером, «Юго-Западный проход» (1954) с Джоан Дрю и Джоном Айрлендом, «Проход в Санта-Фе» (1955) с Джоном Пейном и Фейт Домерг, «Барабаны яки» (1956) и «Губители леса» (1957) с Верой Рэлстон. В этот период Камерон также сыграл главные роли в таких приключенческих фильмах, как «Морской шершень» (1952) с Адель Марой, «Джунгли» (1952) с Сизаром Ромеро и Мэри Виндзор, «Стальная леди» (1952), «Аванпост ада» (1954) с Джоан Лесли, «Шанс в бою» (1955) с Джули Лондон и «Охотники за заголовками» (1955) с Джули Бишоп.
Камерон также сыграл в нескольких криминальных лентах. В частности, в фильме нуар «Двойная опасность» (1955) он предстал в образе корпоративного юриста, который проводит собственное расследование, чтобы снять обвинение в убийстве со своего босса. В британском детективе с Лоис Максвелл «Паспорт измены» (1956) Камерон предстал в образе частного детектива, который расследует в Лондоне деятельность тайной организации, которая под прикрытием пацифистской деятельности вынашивает планы покорения мира. В фильме нуар с Верой Рэлстон «Человек, который умер дважды» (1956) Камерон был копом из другого города, который помогает местной полиции раскрыть двойное убийство и сеть наркоторговцев, в которую входил его брат.
В начале 1960-х годов кинокарьера Камерона пошла на спад. Сыграв в вестерне «Орёл с оружием» (1963), он отправился в Испанию, где снялся в двух спагетти-вестернах — «Пистолет не знает аргументов» (1964) и «Свинец и плоть» (1964). Вернувшись на родину, он сыграл ещё в паре низкобюджетных вестернов, таких как «Реквием по стрелку» (1965) с участием Стивена Макнэлли и «Наёмный убийца» (1965) с Дэном Дьюриа. Он также сыграл стареющую звезду родео, который умирает в начале истории, в байопике «Злой Нивел» (1971). В конце карьеры Камерон снимался в таких проходных фильмах, как хоррор-триллер «Телепат-убийца» (1975) и комедия «Любовь и ночной автосервис» (1977), которая стала его последней работой в кино.

## Карьера на телевидении
В 1953 году продюсер Ричард Ирвинг пригласил Камерона на главную роль в криминальном телесериале «Городской детектив» (1953—1955), где тот сыграл крутого лейтенанта полиции Нью-Йорка Барта Гранта. По словам Хэла Эриксона, «этот сериал, состоявший из 65 эпизодов, был продан на 117 рынков, что было рекордом для того времени, и он принёс Камерону больше денег, чем любой из его фильмов». Второй совместный проект Камерона и Ирвинага «Полицейский штата» (1956—1959) был ещё более успешным, достигнув 104 эпизодов. В этой криминальной драме в стиле вестерна 1950-х годов, Камерон играл роль офицера Рода Блейка из полиции штата Невада. Наконец, в 1960 году вышел третий сериал с участием Камерона «Коронадо 9» (1960, 39 эпизодов). Действие этого сериала происходит в районе Сан-Диего, Калифорния, а Камерон предстал в нём в образе частного детектива Дэна Адамса..
Кроме того, за время своей телекарьеры, охватившей период с 1952 по 1978 год Камерон сыграл гостевые роли в 28 сериалах, среди которых «Письмо к Лоретте» (1955—1956), «Ларами» (1959—1963), «Альфред Хичкок представляет» (1960), «Истории Уэллс-Фарго» (1962), «Правосудие Берка» (1963), «Перри Мейсон» (1963), «Бонанза» (1966), «Виргинец» (1970), «Адам-12» (1971—1975), «Досье детектива Рокфорда» (1976) и «Проект Н.Л.О.» (1978).

## Актёрское амплуа и оценка творчества
Род Камерон был крупным, атлетически сложенным, почти двухметровым актёром с крепкой челюстью, который начал свою голливудскую карьеру как каскадёр и дублёр кинозвезды Фреда Макмюррея
В 1940 году Камерон начал сниматься как актёр, на протяжении нескольких следующих десятилетий появившись в десятках фильмов и телешоу. Первые годы Камерон играл преимущественно эпизодические роли и малозначимые роли, однако после успеха шпионского киносериала «Джимены против Чёрного дракона» (1943), где он сыграл главную роль, с ним заключила контракт киностудия Universal Pictures, которая в течение последующих двенадцати лет сняла его в главных ролях во множестве низкобюджетных фильмов категории В, большинство из которых были вестернами. Как отмечает историк кино Гэри Брамбург, «хотя более всего Род Камерон запомнился как звезда вестернов, он также доказал своё умение играть в криминальных фильмах, хоррорах и даже мюзиклах». По словам Брамбурга, «хотя у Камерона так и не появилось своего ударного вестерна, чтобы подняться на самый верх», тем не менее, благодаря съёмкам в таких телесериалах, как «Городской детектив», в 1953—1955 годах он входил в пятёрку самых кассовых актёров.
В интервью 1979 года Камерон вспоминал: «Я сел на лошадь, и это было моей большой ошибкой. Я даже не знал, как держаться в седле, когда приехал в Лос-Анджелес. Даже после того, как я снялся в 400 сериях трёх различных детективных сериалов — „Коронадо 9“, „Городской детектив“ и „Полицейский штата“ — режиссёры по кастингу продолжали говорить — „Ах, да, Род Камерон, это тот ковбой“».

## Личная жизнь
Род Камерон был женат четырежды. С 1936 года вплоть до развода в 1942 году он был женат на Дорис С. Станфорд (англ. Doris C Stanford). В этом браке родилась дочь Кэтрин Санфорд Кокс (англ. Catherine Stanford Cox). В 1944—1945 годах Камерон был женат на Тони Сент-Джон (англ. Toni St. John). В этом браке родился один ребёнок, однако брак был аннулирован. В 1950 году Камерон женился на Анджеле Луизе Алвес-Лико (англ. Angela Alves-Lico). У пары родился сын Энтони Родерик Кокс Камерон (англ. Anthony Roderick Cox Cameron), однако в 1954 году они развелись. Наконец, в 1960 году Камерон женился на Дороти Эвели (англ. Dorothy Eveleigh), которая приходилась матерью его предыдущей жене и была на три года старше его. С Дороти Камерон прожил до своей смерти в 1983 году.
В 1979 году Камерон фактически завершил карьеру и поселился в Гейнсвилле, Джорджия.

## Смерть
Род Камерон умер 21 декабря 1983 года в больнице города Гейнсвилл, Джорджия, США, в возрасте 73 лет после продолжительной борьбы с раком.

## Фильмография
| Год         |   | Русское название                                          | Оригинальное название                                   | Роль                                                             |
| ----------- | - | --------------------------------------------------------- | ------------------------------------------------------- | ---------------------------------------------------------------- |
| 1939        | ф | Наследие пустыни                                          | Heritage of the Desert                                  | ковбой (в титрах не указан)                                      |
| 1940        | ф | Рождество в июле                                          | Christmas in July                                       | Дик                                                              |
| 1940        | ф | Северо-западная конная полиция                            | North West Mounted Police                               | капрал Андерхилл                                                 |
| 1940        | ф | Куотербек                                                 | The Quarterback                                         | Текс                                                             |
| 1940        | ф | Были же деньки!                                           | Those Were the Days!                                    | Бартлет, ученик официанта (в титрах не указан)                   |
| 1940        | ф | Жизнь с Генри                                             | Life with Henry                                         | Билл Ван Дузен                                                   |
| 1940        | ф | Если бы я мог поступить по-своему                         | If I Had My Way                                         | рабочий на мосту (в титрах не указан)                            |
| 1940        | ф | Рейнджер судьбы                                           | Rangers of Fortune                                      | подручный Шелби (в титрах не указан)                             |
| 1940        | ф | Дилижанс на войну                                         | Stagecoach War                                          | ковбой (в титрах не указан)                                      |
| 1940        | ф | Среди живущих                                             | Among the Living                                        | Эдди, мужчина в кафе (в титрах не указан)                        |
| 1941        | ф | Купи мне тот город                                        | Buy Me That Town                                        | Джерард                                                          |
| 1941        | ф | Генри Олдрича в президенты                                | Henry Aldrich for President                             | Эд Колкинс                                                       |
| 1941        | ф | Монстр и девушка                                          | The Monster and the Girl                                | Сэм Дэниелс                                                      |
| 1941        | ф | Ночью 16-го января                                        | The Night of January 16th, 1941                         | ассистент адвоката Полка                                         |
| 1941        | ф | Часы без стрелок                                          | No Hands on the Clock                                   | Том Рид                                                          |
| 1941        | ф | Тихоокеанское затмение                                    | Pacific Blackout                                        | пилот                                                            |
| 1941        | ф | Ничего, кроме правды                                      | Nothing But the Truth                                   | моряк (в титрах не указан)                                       |
| 1941        | ф | Священник из Панаминта                                    | The Parson of Panamint                                  | носильщик, молодой старатель, сын в прологе (в титрах не указан) |
| 1941        | ф | Всадники Долины смерти                                    | Riders of Death Valley                                  | всадник (в титрах не указан)                                     |
| 1942        | ф | Лесные рейнджеры                                          | The Forest Rangers                                      | Джим Лоренс                                                      |
| 1942        | ф | Парад достоинств                                          | Priorities on Parade                                    | менеджеры сцены                                                  |
| 1942        | ф | Невероятный Эндрю                                         | The Remarkable Andrew                                   | Джесси Джеймс                                                    |
| 1942        | ф | Верный армии                                              | True to the Army                                        | рядовой О’Тул                                                    |
| 1942        | ф | Остров Уэйк                                               | Wake Island                                             | капитан Пит Льюис                                                |
| 1942        | ф | Коммандос атакуют на рассвете                             | Commandos Strike at Dawn                                | пастор                                                           |
| 1942        | ф | На флоте                                                  | The Fleet's In                                          | Техас, моряк (в титрах не указан)                                |
| 1942        | ф | Звездно-полосатый ритм                                    | Star Spangled Rhythm                                    | старшина (в титрах не указан)                                    |
| 1943        | ф | Джимены против Чёрного дракона                            | G-Men vs. The Black Dragon                              | агент Рекс Беннетт                                               |
| 1943        | ф | Гун Хо: История захвата острова Макин батальоном Карлсона | 'Gung Ho!': The Story of Carlson's Makin Island Raiders | Руб Тредроу                                                      |
| 1943        | ф | Домик для новобрачных                                     | Honeymoon Lodge                                         | Биг Бой Карсон                                                   |
| 1943        | ф | Канзасец                                                  | The Kansan                                              | Келсо                                                            |
| 1943        | ф | Высоко в седле                                            | Riding High                                             | Сэм Уэлч                                                         |
| 1943        | ф | Секретная служба в Африке                                 | Secret Service in Darkest Africa                        | Рекс Беннетт                                                     |
| 1943        | ф | Хорошие парни                                             | The Good Fellows                                        | солдат (в титрах не указан)                                      |
| 1943        | ф | Не время для любви                                        | No Time for Love                                        | Тэйлор (в титрах не указан)                                      |
| 1944        | ф | Босс Бумтауна                                             | Boss of Boomtown                                        | Стив Хазард                                                      |
| 1944        | ф | Мисс Паркингтон                                           | Mrs. Parkington                                         | Эл Суонн                                                         |
| 1944        | ф | Старая Техасская тропа                                    | The Old Texas Trail                                     | Джим Уайли, выдающий себя за Роухайда Карни                      |
| 1944        | ф | Захватчики из Санта-Фе                                    | Riders of the Santa Fe                                  | Мэтт Конуэй                                                      |
| 1944        | ф | Путь курка                                                | Trigger Trail                                           | Клинт Фаррел                                                     |
| 1945        | ф | Пограничная девушка                                       | Frontier Gal                                            | Джонни Харт                                                      |
| 1945        | ф | Ренегаты из Рио-Гранде                                    | Renegades of the Rio Grande                             | Бак Эмерсон                                                      |
| 1945        | ф | Саломея, которую она танцевала                            | Salome Where She Danced                                 | Джим                                                             |
| 1945        | ф | Свингуй, сестрёнка                                        | Swing Out, Sister                                       | Джеффри Кэбот                                                    |
| 1945        | ф | За Пекосом                                                | Beyond the Pecos                                        | Лью Ремингтон                                                    |
| 1946        | ф | Бег по кругу                                              | The Runaround                                           | Эдди Джей Килдейн                                                |
| 1947        | ф | Пираты Монтерея                                           | Pirates of Monterey                                     | капитан Филлип Кент                                              |
| 1948        | ф | Панхандл                                                  | Panhandle                                               | Джон Сэндс                                                       |
| 1948        | ф | Дочь Белль Старр                                          | Belle Starr's Daughter                                  | Боб «Злой грек» Яонтис                                           |
| 1948        | ф | Грабители                                                 | The Plunderers                                          | Джон Драм                                                        |
| 1948        | ф | Речная леди                                               | River Lady                                              | Дэн Корриган                                                     |
| 1948        | ф | Разбогатеть                                               | Strike It Rich                                          | Дьюк Мэсси                                                       |
| 1949        | ф | Бримстоун                                                 | Brimstone                                               | Джонни Тремейн                                                   |
| 1949        | ф | Бегство                                                   | Stampede                                                | Майк Макколл                                                     |
| 1950        | ф | Дакота Лил                                                | Dakota Lil                                              | Харв Логан / Кид Карри                                           |
| 1950        | ф | Короткая трава                                            | Short Grass                                             | Стив Ллевеллин                                                   |
| 1950        | ф | Этап в Тусон                                              | Stage to Tucson                                         | Гриф Холбрук                                                     |
| 1950        | ф | Разведчик кавалерии                                       | Cavalry Scout                                           | Кёрби Фрай                                                       |
| 1951        | ф | О! Сюзанна                                                | Oh! Susanna                                             | капитан Уэбб Келхоун                                             |
| 1951        | ф | Морской шершень                                           | The Sea Hornet                                          | стрелок Макнил                                                   |
| 1952        | ф | Форт Осейдж                                               | Fort Osage                                              | Том Клэй                                                         |
| 1952        | ф | Джунгли                                                   | The Jungle                                              | Стив Бентли                                                      |
| 1952        | ф | Выбить из седла                                           | Ride the Man Down                                       | Уилл Баллард                                                     |
| 1952        | ф | Караван на Запад                                          | Wagons West                                             | Джефф Кёртис                                                     |
| 1952        | ф | Женщина Севера                                            | Woman of the North Country                              | Кайл Рэмио                                                       |
| 1952        | с | Театр Гильдии Груэна                                      | Gruen Guild Playhouse                                   | (1 эпизод)                                                       |
| 1952— 1953  | с | Театр «Шеврон»                                            | Chevron Theatre                                         | разные роли (2 эпизода)                                          |
| 1953        | ф | Сан-Антон                                                 | San Antone                                              | Карл Миллер                                                      |
| 1953        | ф | Стальная леди                                             | The Steel Lady                                          | Майк Мрнахан                                                     |
| 1954        | ф | Аванпост ада                                              | Hell's Outpost                                          | Талли Гиббс                                                      |
| 1954        | ф | Юго-западный проход                                       | Southwest Passage                                       | Эдвард Фитцпатрик Бил                                            |
| 1954        | с | Театр «Пепси-колы»                                        | The Pepsi-Cola Playhouse                                | (1 эпизод)                                                       |
| 1955        | ф | Двойная опасность                                         | Double Jeopardy                                         | Марк Хилл                                                        |
| 1955        | ф | Шанс в бою                                                | The Fighting Chance                                     | Билл Бинион                                                      |
| 1955        | ф | Охотники за заголовками                                   | Headline Hunters                                        | Хью «Вуди» Вудрафф                                               |
| 1955        | ф | Дорога на Санта Фе                                        | Santa Fe Passage                                        | Джесс Грисволд                                                   |
| 1955        | с | Театр Джейн Уаймен                                        | Jane Wyman Presents The Fireside Theatre                | Джек Чалмерс (1 эпизод)                                          |
| 1955 — 1956 | с | Письмо к Лоретте                                          | Letter to Loretta                                       | разные роли (2 эпизода)                                          |
| 1955 — 1956 | с | Студия 57                                                 | Studio 57                                               | разные роли (2 эпизода)                                          |
| 1956        | ф | Паспорт измены                                            | Santa Fe Passage                                        | Майк О’Келли                                                     |
| 1956        | ф | Барабаны яки                                              | Yaqui Drums                                             | Уэбб Данем                                                       |
| 1956        | с | Перекрёстки                                               | Crossroads                                              | доктор Эрвин Сил (1 эпизод)                                      |
| 1956        | с | Звёздная сцена                                            | Star Stage                                              | полицейский Род Блейк (1 эпизод)                                 |
| 1956        | с | Городской детектив                                        | City Detective                                          | детектив, лейтенант Барт Грант (61 эпизод)                       |
| 1956—1959   | с | Полицейский штата                                         | State Trooper                                           | лейтенант Род Блейк (105 эпизодов)                               |
| 1957        | ф | Губители леса                                             | Spoilers of the Forest                                  | Бойд Колдвелл                                                    |
| 1958        | ф | Электронное чудовище                                      | Escapement                                              | Джефф Кинан                                                      |
| 1958        | ф | Человек, который умер дважды                              | The Man Who Died Twice                                  | Уильям «Билл» Бреннон                                            |
| 1959 — 1963 | с | Ларами                                                    | Laramie                                                 | разные роли (6 эпизодов)                                         |
| 1960        | с | Альфред Хичкок представляет                               | Alfred Hitchcock Presents                               | мистер Ньюсом (1 эпизод)                                         |
| 1960—1961   | с | Коронвдо 9                                                | Coronado 9                                              | Дэн Адамс (39 эпизодов)                                          |
| 1962        | с | Истории Уэллс-Фарго                                       | Tales of Wells Fargo                                    | Натан Чанс (1 эпизод)                                            |
| 1963        | ф | Меткий Ястреб                                             | The Gun Hawk                                            | шериф Бен Кори                                                   |
| 1963        | с | Перри Мейсон                                              | Perry Mason                                             | Гровер Джонсон (1 эпизод)                                        |
| 1963        | с | Правосудие Берка                                          | Burke's Law                                             | Гарри Джо Мёрдок (1 эпизод)                                      |
| 1964        | ф | Пистолет не знает аргументов                              | Le pistole non discutono                                | Пэт Джарретт                                                     |
| 1964        | ф | Свинец и плоть                                            | Il piombo e la carne                                    | Натаниель Мастерс                                                |
| 1964        | с | Боб Хоуп представляет                                     | Bob Hope Presents the Chrysler Theatre                  | Тайни (1 эпизод)                                                 |
| 1965        | ф | Наёмный убийца                                            | The Bounty Killer                                       | Джонни Лайам                                                     |
| 1965        | ф | Реквием по стрелку                                        | Requiem for a Gunfighter                                | Дейв Макклауд                                                    |
| 1966        | ф | Громовержец и Виннету                                     | Winnetou und sein Freund Old Firehand                   | Старый Громовержец                                               |
| 1966        | ф | Бонанза: Оседлай ветер                                    | Bonanza: Ride the Wind                                  | Кёртис Уэйд                                                      |
| 1966        | с | Бонанза                                                   | Bonanza                                                 | Кёртис Уэйд (2 эпизода)                                          |
| 1966        | с | Стальной жеребец                                          | Iron Horse                                              | майор Роджерс (1 эпизод)                                         |
| 1966        | с | Заклюеймённый                                             | Branded                                                 | Холланд Торп (1 эпизод)                                          |
| 1967        | с | Хондо                                                     | Hondo                                                   | Мартин Блейн (1 эпизод)                                          |
| 1969        | с | Суть дела                                                 | The Name of the Game                                    | Эзо Биллингс (1 эпизод)                                          |
| 1970        | с | Виргинец                                                  | The Virginian                                           | Данн (1 эпизод)                                                  |
| 1971        | ф | Ивел Нивел                                                | Evel Knievel                                            | Чарли Нессон                                                     |
| 1971        | ф | Последний фильм                                           | The Last Movie                                          | Пэт Гарретт                                                      |
| 1971        | с | Смельчаки                                                 | Bearcats!                                               | начальник тюрьмы Прайс (1 эпизод)                                |
| 1971— 1975  | с | Адам-12                                                   | Adam-12                                                 | разные роли (3 эпизода)                                          |
| 1972        | ф | Французская любовь                                        | The French Love                                         | (в титрах не указан)                                             |
| 1972        | с | Прозвища Смит и Джонс                                     | Alias Smith and Jones                                   | разные роли (2 эпизода)                                          |
| 1974        | с | Полицейская история                                       | Police Story                                            | лейтенант Трейси (1 эпизод)                                      |
| 1975        | ф | Девушки Джесси                                            | Jessi's Girls                                           | Руф                                                              |
| 1975        | ф | Телепат-убийца                                            | Psychic Killer                                          | доктор Коммангер                                                 |
| 1977        | ф | Любовь и ночной автосервис                                | Love and the Midnight Auto Supply                       | шериф Доусон                                                     |
| 1977        | с | Досье детектива Рокфорда                                  | The Rockford Files                                      | Джек Чилсон (1 эпизод)                                           |
| 1978        | с | Проект Н.Л.О.                                             | Project U.F.O.                                          | Шеф Геффри (1 эпизод)                                            |